# 오야마정 (가나가와현)
오야마정(일본어: 大山町)은 일본 가나가와현 오스미군・나카군에 존재했던 정이다. 
현재의 이세하라시 북서부에 해당한다.

## 역사
- 1889년 4월 1일 - 정촌제 시행에 의해 오스미군 오야마정이 성립하였다.
- 1896년 3월 26일 - 군 통합에 의해 유루기군과 통합해, 나카군으로 변경되었다.
- 1954년 12월 1일 - 이세하라정, 나루세촌, 오타촌, 다카베야촌, 히비타촌과 합병해, 새로운 이세하라정이 성립하여, 동일 오야마정은 폐지되었다.

## 참고 문헌
- 角川日本地名大辞典編纂委員会,『角川日本地名大辞典 神奈川県』1984, 角川書店